# 雅礱王朝
雅礱王朝（藏語：བོད་ཀྱི་གདོད་མའི་མངའ་མཛད，威利转写：bod kyi gdod ma'i mnga' mdzad，藏语拼音：Bö kyi Dömé Ngadzé）是於吐蕃王國之前位於西藏地區的政權，得名自拉萨东南的雅礱河河谷。其時代位於西藏信史時期之前，傳說成分佔多，且實質證據寥寥可數。該王朝據說是第一個統一吐蕃的王朝。